# Instantbird
Instantbird es un cliente de mensajería instantánea basado en XULRunner de Mozilla y la biblioteca libpurple creado por los desarrolladores de Pidgin. Instantbird es software libre bajo la GNU GPL. Sus características son limitadas comparadas con Pidgin, pero se prevé que lo alcance en las futuras versiones. Actualmente se encuentra en la versión 1.5.

## Características

### Características principales
- Conversaciones mostradas en pestañas
- Posibilidad de conectarse a varias redes simultáneamente
- Registro de conversaciones
- Permite el reemplazo de los nombres de los contactos de la lista
- Muestra un aviso o reproduce un sonido cuando un contacto se conecta/desconecta o cambia de estado
- Posibilidad de añadirle extensiones
- Disponible en 13 idiomas

### Protocolos soportados[1]
- OSCAR (AIM/ICQ/.Mac)
- Gadu-Gadu
- Novell GroupWise
- Internet Relay Chat
- MSN
- MySpaceIM
- QQ
- SILC
- SIMPLE
- IBM Lotus Sametime
- XMPP (Google Talk, etc)
- Yahoo!
- Zephyr
- Netsoul
- Facebook
- Twitter